# パイロット (ロケット)
パイロット（NOTS-EV-1 Pilot、別名: NOTSNIK）はアメリカ海軍のNOTS（Naval Ordinance Test Station）が開発していた使い捨て型ロケット、衛星攻撃兵器。

## 概要
1958年7月から8月の間に10基が発射され、その全てが失敗した。これは周回軌道を目指した初の空中発射ロケットであったが、軌道に到達したと記録されることはなかった。周回軌道を目指した初回および3回目の打上げでは、ニュージーランドのトラッキング施設が宇宙機からの微弱な信号を受信したと報告している。しかしこの報告は確証されず、軌道に到達した物体としてカタログ登録されることもなかった。パイロットはパイロット計画（Project Pilot）の一部であった。
パイロット計画は1958年8月にキャンセルとなり、NOTS-EV-2 Calebが後を継いだ。この計画は1994年まで機密情報となっていた。

## バリエーション
パイロット1とパイロット2の2つのバリエーションが存在した。パイロット1は2段目から4段目がバトルシップであり、大気圏内試験としてチャイナ湖から地上発射された。パイロット2は空中発射バージョンであり、周回軌道打上げ（orbital launch）に使用された。周回軌道打上げは海軍航空ステーション・ポイント・マグーから離陸したF-6A スカイレイがパイロット2を切り離す、という方法で行われた。10回の打ち上げのうち、4回がパイロット1で、残りがパイロット2であった。

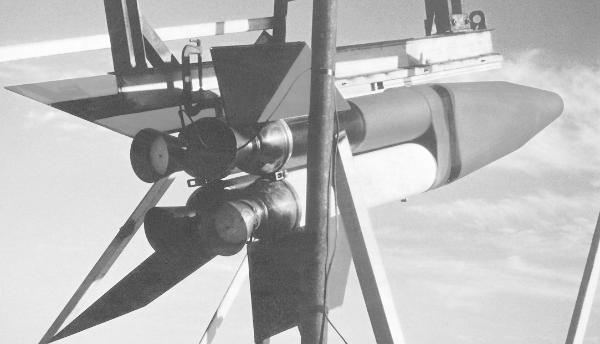
パイロット1の地上発射

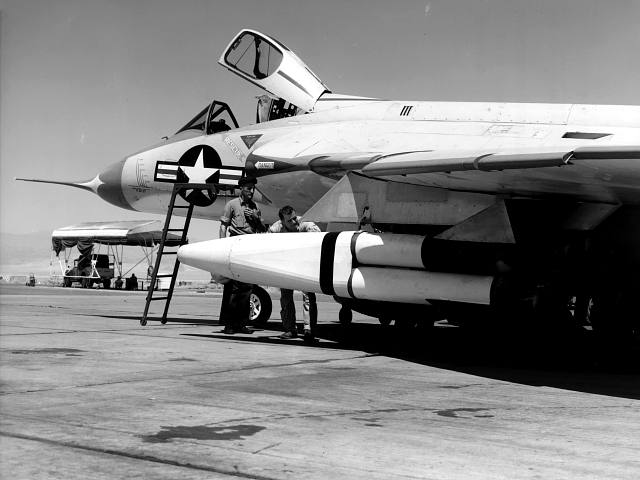
パイロット2

## 発射記録
| 日付       | タイプ      | ペイロード | 目的       | 失敗の原因                   |
| ---------- | ----------- | ---------- | ---------- | ---------------------------- |
| 1958-07-04 | パイロット1 | N/A        | 試験       | 発射から1秒後に爆発          |
| 1958-07-18 | パイロット1 | N/A        | 試験       | 発射台上で爆発               |
| 1958-07-25 | パイロット2 | Pilot-1    | 試験       | 信号をロスト                 |
| 1958-08-12 | パイロット2 | Pilot-2    | 試験       | 1段目が点火中に爆発          |
| 1958-08-16 | パイロット1 | N/A        | 試験       | 発射から3.2 秒後に構造が破損 |
| 1958-08-17 | パイロット1 | N/A        | 試験       | 発射から3 秒後に構造が破損   |
| 1958-08-22 | パイロット2 | Pilot-3    | 試験       | 信号をロスト                 |
| 1958-08-25 | パイロット2 | Pilot-4    | 放射線研究 | 1段目が点火中に爆発          |
| 1958-08-26 | パイロット2 | Pilot-5    | 放射線研究 | 点火失敗                     |
| 1958-08-28 | パイロット2 | Pilot-6    | 放射線研究 | 2段目のみが点火              |